# Robert Fendler (Fußballspieler, 1947)
Robert Fendler (* 20. August 1947; † 17. April 2008) war ein österreichischer Fußballspieler.

## Karriere

### Verein
Fendler begann seine Karriere beim SK Austria Klagenfurt. Im April 1967 debütierte er gegen Schwarz-Weiß Bregenz für die erste Mannschaft der Austria in der erstklassigen Nationalliga. In vier Spielzeiten kam er zu 63 Einsätzen für die Kärntner, in denen er 22 Tore erzielte. Zur Saison 1970/71 schloss er sich dem Ligakonkurrenten SK VOEST Linz an. Für die Linzer spielte er 57 Mal in der Nationalliga und machte elf Tore.
Zur Saison 1972/73 wechselte er zum Grazer AK. Für den GAK kam er zu 46 Einsätzen. Nach der Saison 1973/74 wurde die Nationalliga aufgelöst und eine Bundesliga mit weniger Vereinen geschaffen, die Steirer konnten sich nicht für die Bundesliga qualifizieren und stiegen somit in die zweite Liga ab. Daraufhin kehrte Fendler zur Saison 1974/75 zu Austria Klagenfurt zurück. Für die Klagenfurter spielte er 61 Mal in der Bundesliga, ehe er mit dem Verein 1976 in die 2. Division abstieg.
Daraufhin schloss er sich zur Saison 1976/77 dem First Vienna FC an. Für die Vienna spielte er zehn Mal in der Bundesliga, ehe er den Verein nach einer Spielzeit wieder verließ.

### Nationalmannschaft
Fendler debütierte im April 1972 in einem Testspiel gegen die Tschechoslowakei für die österreichische Nationalmannschaft. Dies blieb sein einziges Länderspiel.